# Верхний Таунус (район)
Верхний Таунус (нем. Hochtaunuskreis) — район в Германии. Центр района — город Бад-Хомбург. Район входит в землю Гессен. Подчинён административному округу Дармштадт. Занимает площадь 482 км². Население — 226,7 тыс. чел. (2010). Плотность населения — 470 человек/км².
Официальный код района — 06 4 34.
Район подразделяется на 13 общин.

## Города и общины
1. Бад-Хомбург (51 980)
2. Оберурзель (43 524)
3. Фридрихсдорф (24 601)
4. Кронберг (17 637)
5. Кёнигштайн (15 841)
6. Ной-Анспах (14 818)
7. Узинген (13 317)
8. Штайнбах (10 061)
9. Верхайм (9378)
10. Шмиттен (8789)
11. Вайльрод (6193)
12. Гласхюттен (5294)
13. Гревенвисбах (5248)

(30 июня 2010)